# Paul Fouchet
Pour les articles homonymes, voir Fouchet.
Paul Jacques Fouchet, né le 25 janvier 1913 à Nogent-sur-Marne et mort le 30 janvier 2008 à Paris 16e, est un diplomate français. Il est ambassadeur au Niger, en République dominicaine, en Libye, au Brésil  et en Suède.

## Biographie
Paul Fouchet est élève au lycée Condorcet de Paris. Il étudie à la faculté de droit de l'université de Paris et passe sa thèse en droit. En 1938, il est nommé attaché au consulat d'Addis Abeba, où il travaille jusqu'en 1939. Pendant la Seconde Guerre mondiale, Fouchet est troisième secrétaire d'ambassade de 1939 à 1940 à Ankara, puis attaché au consulat de Bagdad. Il rentre en France en 1942 pour travailler au ministère des Affaires étrangères, mais quitte le service au bout de quatre mois pour entrer dans la Résistance. Le régime de Vichy le révoque du service diplomatique au début de l'année 1943.
Paul Fouchet rejoint ensuite Alger au secrétariat des Affaires étrangères du Comité français de libération nationale. Ensuite il rejoint les alliés en Italie dans l'administration militaire. De 1945 à 1946, il est vice-consul à Milan, de 1946 à 1947, il est chef de cabinet adjoint au ministère des Affaires étrangères et de 1947 à 1949, premier secrétaire à l'ambassade de New Dehli. Entre 1949 et 1950, il rejoint la délégation française à la commission spécial de l'Organisation des nations unies pour les Balkans (UNSCOB). Ensuite il est de 1951 à 1952 premier secrétaire de l'ambassade de France à Athènes. Les années suivantes, Paul Fouchet est  auditeur au Collège de défense de l'OTAN. En 1954, il est 2e conseiller d'ambassade à Vienne, et retourne au ministère des Affaires étrangères en 1959. Il est alors sous-directeur des affaires techniques et culturelles, puis chef du département de coopération technique.
Paul Fouchet est nommé en 1962 ambassadeur de France au Niger succédant à Don Jean Colombani, deux ans après la proclamation de l'indépendance de ce pays. Il y demeure jusqu'en 1964. Ensuite il est nommé ambassadeur en République dominicaine, puis de 1966 à 1969 ambassadeur en Libye. Fouchet rentre ensuite en France où il devient directeur général adjoint des relations culturelles, scientifiques et techniques au ministère des Affaires étrangères. Il est nommé ambassadeur au Brésil de 1972 à 1975 puis de 1975 à 1978, ambassadeur en Suède.

## Publication
- Paul Fouchet, « La Libye dans le monde moderne. Une nation qui s’affirme sur la scène internationale », in Le Monde diplomatique, octobre 1968, p. 25 lire en ligne